# Kydias z Kytnos
Kydias z Kytnos (IV wiek p.n.e.) – grecki malarz.
Według Pliniusza, mówca Hortensjusz zapłacił za jego obraz 144 tysiące sesterców.